# إتايوبوليس
إتايوبوليس بلدية في ولاية سانتا كاتارينا في المنطقة الجنوبية من البرازيل.